# Corry Lievens
Corry Lievens, pseudoniem voor Isabella Adriaens (bijnaam Tante Corry), (Antwerpen 25 januari 1903 - 28 september 1968) was een Vlaamse theaterauteur en artistiek leider van het Jeugdtheater (later o.a. Hetpaleis). In 1927 behaalde ze een "Eerste Prijs" aan de Antwerpse Academie.

## Leven en werk
Na de beëindiging van de Tweede Wereldoorlog nam Lievens in 1945 de leiding over van het Jeugdtheater van de Koninklijke Nederlandse Schouwburg. Onder haar leiding werd het een zelfstandig gezelschap en kreeg het erkenning van het Antwerpse stadsbestuur mede dankzij de socialistische burgemeester Camille Huysmans. Het Jeugdtheater kreeg onderdak in de huurschouwburg, in ruil voor de steun en subsidies bedong de gemeenteraad dat de inhoud van de stukken en de uitingen in het spel moesten voldoen aan 'christelijke waarden'.
Als auteur schreef Lievens zelf stukken voor jongeren en daarnaast bewerkte ze klassieke stukken, sprookjes en kinderboeken, zoals Saidjah naar een Javaans sprookje. Naast eigen werk nodigde Lievens ook bekende Vlaamse auteurs uit om stukken te schrijven en gaf ze jong schrijverstalent een kans. Hiermee heeft Lievens een grote invloed gehad op de toename in diversiteit in het repertoire voor het jeugdtheater en werden de traditionele sprookjes en volksverhalen aangevuld met eigentijdse verhalen..
In 1946 riep Lievens de Club van tante Corry in het leven. Een club waarbij kinderen lid werden en samenkwamen om toneel te spelen op de zogeheten algemene vergadering waarbij de kinderen ook hun eigen inbreng hadden. Het initiatief was succesvol met uiteindelijk meer dan duizend kinderen die lid zouden worden. Historisch gezien een vernieuwend initiatief waarbij kinderen de kans kregen om zelf de podium kunsten te ervaren.
Onder leiding van Lievens kreeg het Jeugdtheater zowel nationale als internationale erkenning. Een dergelijk groot jeugdtheatergezelschap was in die tijd nog een zeldzaamheid. Tegen het einde van haar carrière was er ook kritiek op Lievens. Met name in de jaren zestig kwam haar repertoire als zeer behoudsgezind over en had ze moeite om mee te gaan met de tijdsgeest. In 1967 verscheen een zeer negatieve recensie over haar theatrale aanpak van de theatercriticus Carlos Tindemans in De Standaard.

## Erkenning
Op de Expo van 1958 kreeg Lievens een gouden medaille voor haar bijdrage aan het jeugdtoneel, tijdens de expo kreeg het Jeugdtheater de 'Grote Prijs' van een internationale jury.
Ook in 1958 kreeg Lievens de penning van de Leuve van de Rotterdamse Kunststichting als erkenning voor haar pionieren ten aanzien van het jeugdtheater.

## Toneelprijs
Na haar overlijden richtte Joost Noydens, haar opvolger als leider van het Jeugdtheater, de Toneelprijs Corry Lievens op. Deze driejaarlijkse prijs, voor het eerst uitgeschreven in 1970, werd uitgereikt aan schrijvers binnen het jeugdtoneel.
- International Standard Name Identifier: 0000 0003 8916 9509
- MusicBrainz: ab0bd0a2-774b-43c0-b83c-fab360d3ff9c
- Nederlandse Thesaurus van Auteursnamen: 296548286
- Virtual International Authority File: 282503094
- WorldCat: E39PBJfCxRTtdXdvgMhkCprcyd